# Dumaran
Dumaran (Bayan ng Dumaran) är en kommun i Filippinerna. Kommunen tillhör provinsen Palawan och ligger på ön med samma namn. Folkmängden uppgår till 25 540 invånare.

## Barangayer
Dumaran är indelat i 16 barangayer.
| - Bacao - Bohol - Calasag - Capayas - Catep - Culasian - Danleg - Dumaran (Pob.) | - Itangil - Ilian - Magsaysay - San Juan - Santa Teresita - Santo Tomas - Tanatanaon - Santa Maria |